# Adrianus Gautier
Adrianus Gautier (Meerkerk, 6 juli 1883 – Coevorden, 6 september 1967) was een Nederlands burgemeester.
Zijn vader Frederik Sophie Wilhelm Gautier is burgemeester van Berkenwoude geweest en zelf werd hij in 1915 ook burgemeester van Berkenwoude. Vervolgens was hij van 1 april 1920 tot 1 augustus 1948 burgemeester van Coevorden. In 1944 moest hij onderduiken. Hij werd met ingang van 2 oktober 1944 vervangen door NSB-burgemeester L.J.E. Cloosterhuis. Verder was Gautier zowel in 1941 als in 1950 enige tijd waarnemend burgemeester van Schoonebeek.